# Hydaticus satoi
Hydaticus satoi är en skalbaggsart som beskrevs av Wewalka 1975. Hydaticus satoi ingår i släktet Hydaticus och familjen dykare.

## Underarter
Arten delas in i följande underarter:
- H. s. dhofarensis
- H. s. satoi

## Bildgalleri

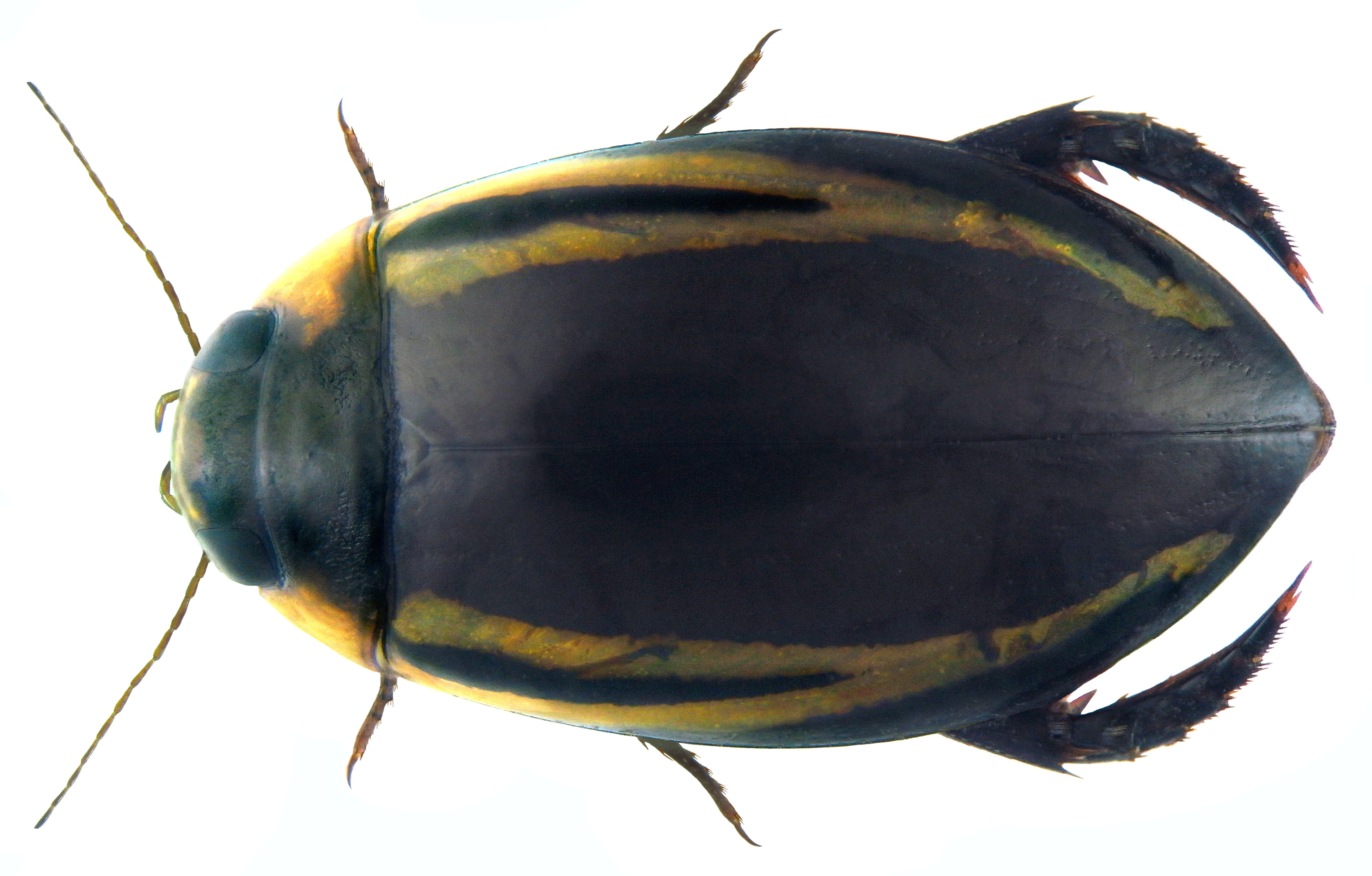